# Sam Dakin
Samuel « Sam » Dakin (né le 4 septembre 1996 à Auckland) est un coureur cycliste néo-zélandais, spécialiste de la piste.

## Biographie
Dès l'enfance, Sam Dakin pratique plusieurs sports. Il découvre sa passion pour le vélo sur des sentiers de VTT.
En 2018, il devient triple champion de Nouvelle-Zélande sur piste, en vitesse individuelle, keirin et kilomètre. En octobre de la même année, il décroche deux médailles de bronze sur le keirin et la vitesse par équipes aux championnats d'Océanie.
En août 2021, il est sélectionné pour disputer les Jeux olympiques de Tokyo où il est septième de la vitesse par équipes avec Ethan Mitchell, Callum Saunders et Sam Webster. En 2021, il est également champion national du keirin.
Lors de la saison 2022, il devient champion de Nouvelle-Zélande du keirin et de vitesse. Aux championnats d'Océanie, il est médaillé d'argent de la vitesse par équipes avec Patrick Clancy et Bradly Knipe. Il termine troisième du keirin lors de la manche de Coupe des Nations de Cali. En juillet, il est décroche le bronze de la vitesse par équipes aux Jeux du Commonwealth.

## Autres activités
Sam Dakin est titulaire d'un baccalauréat en analyse commerciale et d'un diplôme de troisième cycle en innovation et entrepreneuriat en ligne de l'université Harvard en 2020. Depuis qu'il a lui-même subi de nombreuses blessures et problèmes psychologiques, il s'est impliqué dans ce domaine, par exemple en gérant un site Web avec le cycliste Callum Saunders, à travers lequel les athlètes ayant des problèmes peuvent demander de l'aide.

## Palmarès sur piste

### Jeux olympiques
- Tokyo 2020
  - 7e de la vitesse par équipes
- Paris 2024
  - 8e du keirin

### Championnats du monde
| Édition / Épreuve | Kilomètre |
| Berlin 2020       | 16e       |

### Coupe du monde
- 2019-2020
  - 3e de la vitesse par équipes à Brisbane

### Coupe des nations
- 2022
  - 3e du keirin à Cali
- 2024
  - 3e du keirin à Hong Kong

### Jeux du Commonwealth
| Édition / Épreuve | Keirin | Vitesse individuelle | Vitesse par équipes |
| Birmingham 2022   | 10e    | 10e                  | Bronze              |

### Championnats d'Océanie
| Édition / Épreuve | Keirin | Vitesse par équipes |
| Adélaïde 2018     | Bronze | Bronze              |
| Invercargill 2019 |        | Bronze              |
| Brisbane 2022     |        | Argent              |
| Cambridge 2024    | Bronze |                     |
| Brisbane 2025     | Or     |                     |

### Championnats nationaux
- 2018
  -  Champion de Nouvelle-Zélande du kilomètre
  -  Champion de Nouvelle-Zélande du keirin
  -  Champion de Nouvelle-Zélande de vitesse
- 2021
  -  Champion de Nouvelle-Zélande du keirin
- 2022
  -  Champion de Nouvelle-Zélande du keirin
  -  Champion de Nouvelle-Zélande de vitesse
- 2024
  -  Champion de Nouvelle-Zélande du kilomètre
  -  Champion de Nouvelle-Zélande de vitesse
- 2025
  -  Champion de Nouvelle-Zélande du kilomètre
  -  Champion de Nouvelle-Zélande du keirin
  -  Champion de Nouvelle-Zélande de vitesse